# Woman Hopping on One Foot

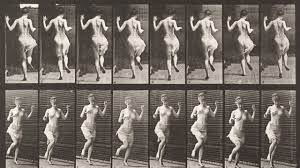
Sequência fotográfica de Woman Hopping on One Foot

Woman Hopping on One Foot (em tradução livre, Mulher pulando em um pé) é um filme mudo britânico em curta-metragem realizado em 1887, parte do estudo do inventor e fotógrafo Eadweard Muybridge à respeito do movimento dos seres.
Não se trata de um filme como entendemos hoje, mas de uma sequência de fotografias de apenas alguns segundos, dispostas de forma a criar a impressão de movimento.

## Sinopse
Duas séries separadas de fotografias (uma tirada de frente e outra de costas) mostrando uma mulher nua pulando para cima e para baixo em apenas um pé. Assim como em outros filmes de seu estudo sobre o movimento, Muybridge explora a nudez. Ele considerava que a ausência de roupas e outros adereços tornava a locomoção humana mais fácil de ser estudada.